# Matthew Dryer
Matthew S. Dryer és un professor de lingüística en la  Universitat estatal de Nova York a Buffalo que ha treballat en tipologia, sintaxi, i documentació lingüística. És més conegut per les seves investigacions sobre les correlacions d'ordre de paraules, per les que ha estat àmpliament citat. És un dels editors del World Atlas of Language Structures. Ha investigat diverses definicions de distinció segons s'apliquin a l'ordre de les paraules. Ha fet recerca original sobre el kutenai i actualment investiga (juntament amb Lea Brown) un nombre de llengües de Papua Nova Guinea, entre elles el walman.

## Obres seleccionades
- Dryer, Matthew S. (1992) 'The Greenbergian Word Order Correlations', Language 68: 81-138
- Dryer, Matthew S. (2002) A Comparison of Preverbs in Kutenai and Algonquian. In Proceedings of the Thirtieth Algonquian Conference, edited by David Pentland, pp. 63–94. Winnipeg: University of Manitoba.
- Dryer, Matthew S. (2007) Kutenai, Algonquian, and the Pacific Northwest from an areal perspective. In Proceedings of the Thirty-Eighth Algonquian Conference, edited by H. C. Wolfart, pp. 155–206. Winnipeg: University of Manitoba.
- Dryer, Matthew S (1991). "Subject and inverse in Kutenai" a American Indian Languages Conferences. Proceedings of the Hokan-Penutian Workshop Volume 16: 183-202